# Die Farbe des Geldes
Die Farbe des Geldes (Originaltitel: The Color of Money) ist ein US-amerikanisches Filmdrama aus dem Jahr 1986 von Martin Scorsese nach der gleichnamigen Romanvorlage von Walter Tevis aus dem Jahr 1984.

## Handlung
Der ehemalige Poolbillard-Profispieler Fast Eddie Felson, der inzwischen sein Geld als Spirituosen-Händler verdient, ist mit der Barkeeperin Janelle liiert. Nachdem ihm ein Gangster vor rund zwanzig Jahren verboten hat, weiter um Geld zu spielen, arbeitet er in Janelles Bar als Manager des Poolbillardspielers und Zockers Julian. Zufällig entdeckt er dabei das Billard-Talent Vincent Lauria. Dieser ist sich seines Talents kaum bewusst und hat keine Ahnung von raffinierter Zockerei. Eddie erkennt in Vincent sich selbst als jungen Mann und überredet diesen, an der Billardmeisterschaft in Atlantic City teilzunehmen. Vorher ziehen Vincent, dessen Freundin Carmen und Eddie durch Billardhallen in verschiedenen Städten und zocken dabei andere Spieler ab: Vincent verliert zunächst absichtlich Geld gegen die anderen Spieler, erhöht dann seinen Einsatz und gewinnt anschließend. Eddie weist Vincent meisterlich in die Kunst des Bluffens ein.
Da Vincent ein Heißsporn ist, fällt es ihm oft schwer, sich zu verstellen. Während der Zeit mit Vincent entdeckt Eddie seine Leidenschaft für das Spiel wieder und beschließt, erneut zu trainieren. Die unterschiedlichen Lebensauffassungen der beiden führen mit der Zeit zu Konflikten und entzweien die beiden Spieler schließlich. Eddie und Vincent trennen sich und begegnen sich erst in Atlantic City bei dem Turnier wieder. In der Zwischenzeit hat sich Vincent zum reifen Zocker entwickelt. Beim Turnier treffen die beiden aufeinander. Tatsächlich scheint Eddie Vincent im Duell zu besiegen. Doch dann erfährt er, dass Vincent nur geblufft und absichtlich verloren hat, er hatte insgeheim auf Eddie gewettet und viel Geld gewonnen. Eddie ist gekränkt, sein Ehrgeiz aber wieder vollends erwacht. Er beschließt immer und immer wieder gegen Vincent anzutreten, bis er diesen richtig besiegt. In der Schlussszene deutet sich eine Versöhnung der beiden an. Der Film endet mit Eddies Worten: „Ich bin wieder da!“ (engl.:„I’m back!“)

## Eröffnung
In der Eröffnungsszene wird das Thema des Films reflektiert: Eine Stimme aus dem Off (in der englischen Originalfassung die Stimme des Regisseurs Martin Scorsese, in der deutschen Fassung die von Christian Brückner) sagt, dass Glück beim 9-Ball eine wichtige Rolle spiele, aber für einige Spieler das Glück selbst eine Kunst sei.

## Synchronisation
Die deutsche Synchronisation entstand nach einem Synchronbuch von Lutz Riedel unter dessen Dialogregie im Auftrag der Berliner Synchron.
| Rolle          | Darsteller                  | Sprecher              |
| -------------- | --------------------------- | --------------------- |
| Eddie Felson   | Paul Newman                 | Gert Günther Hoffmann |
| Vincent Lauria | Tom Cruise                  | Stephan Schwartz      |
| Carmen         | Mary Elizabeth Mastrantonio | Katja Nottke          |
| Janelle        | Helen Shaver                | Karin Buchholz        |
| Julian         | John Turturro               | Ulli Kinalzik         |
| Amos           | Forest Whitaker             | Tobias Meister        |
| Orvis          | Bill Cobbs                  | Eberhard Wechselberg  |
| Moselle        | Bruce A. Young              | Lutz Riedel           |
| Zocker         | Paul Herman                 | Lothar Köster         |
| Diane          | Elizabeth Bracco            | Ana Fonell            |

## Hintergrund
Die Handlung bildet eine Fortsetzung zu dem 1961 gedrehten Film Haie der Großstadt (The Hustler, Regie Robert Rossen), in dem Newman ebenfalls die Figur des Eddie Felson verkörperte.
Der Film genoss bei manchen Poolbillard-Spielern in Deutschland seit seinem Erscheinen und besonders in den 1990er-Jahren Kultstatus (es wird 9-Ball gespielt), und auch der Vorgängerfilm (Haie der Großstadt) wurde wieder ins Gedächtnis gebracht.
Steve Mizerak, einer der bekanntesten Poolbillardspieler zur Zeit der Filmproduktion, hat in Die Farbe des Geldes einen kurzen Gastauftritt als ein Gegner Eddies. Weiterhin haben Forest Whitaker, Iggy Pop und die Poolbillardprofis Grady Mathews, Keith McCready, Jimmy Mataya, Mark Jarvis, Howard Vickery und Louie Roberts Kurzauftritte als Spielgegner.

## Auszeichnungen
- Nur drei Schauspieler wurden zweimal für dieselbe Figur für den Oscar für den besten Hauptdarsteller nominiert: Bing Crosby als Father O’Malley in Der Weg zum Glück und Die Glocken von St. Marien; Peter O’Toole als King Henry II in Becket und Der Löwe im Winter; und Paul Newman als „Fast Eddie“ Felson in Haie der Großstadt und Die Farbe des Geldes.

- Paul Newman erhielt für seine Rolle in diesem Film einen Oscar als Bester Hauptdarsteller.
- Paul Newman erhielt für seine Rolle in diesem Film den National Board of Review Award als Bester Hauptdarsteller.
- Paul Newman wurde für seine Rolle in diesem Film für den Golden Globe Award als Bester Hauptdarsteller nominiert.
- Mary Elizabeth Mastrantonio wurde als Beste Nebendarstellerin für den Oscar nominiert.
- Mary Elizabeth Mastrantonio wurde als Beste Nebendarstellerin für den Golden Globe nominiert.
- Mary Elizabeth Mastrantonio wurde als Beste Nebendarstellerin für den New York Film Critics Circle Award nominiert.
- 1987: Nominierung: Beste Nebenrolle für Die Farbe des Geldes
- Weiterhin wurde der Film für den Oscar nominiert für das beste adaptierte Drehbuch
- Weiterhin wurde der Film für den Oscar nominiert für das beste Szenenbild – Boris Leven und Karen O’Hara[2]
- Die Deutsche Film- und Medienbewertung FBW in Wiesbaden verlieh dem Film das Prädikat besonders wertvoll.

## Kritiken
- „Der als akribisch bekannte Regisseur Martin Scorsese war genau der Richtige, die Haie der 60er Jahre in den Pool der 80er zu locken […] Die Faszination des Spiels wird durch die Kamera von Michael Ballhaus virtuos in Szene gesetzt […]“ – Michael Denks, Zelluloid.de[3]

- Gäbe es einen Oscar für Selbstverliebtheit, Tom Cruise als vor Eitelkeit ständig um sich selbst herumtänzelnder Vincent müßte ihn gewinnen. Und für die wirksame Silhouette von dessen Freundin (Mary Elisabeth Mastrantonio) interessiert sich Paul Newman zu Recht nicht – sie ist so langweilig und steril, wie dieser Film es im Grunde bleibt. – Der Spiegel, 13/1987[4]

- „Die vorhersehbare Handlung gewinnt Profil und Spannung aus der Konzentration auf den persönlichen Konflikt, woraus Martin Scorsese eine moralphilosophische Reflexion über Korruption und Unschuld, Lebenslust und Resignation, Aktion und Passivität, Jugend und Alter entwickelt; dicht inszeniert und fotografiert.“ – Lexikon des internationalen Films[5]

- „Regisseur Martin Scorsese […] gibt dem Publikumsliebling Tom Cruise die Möglichkeit, an der Seite des brillanten Paul Newman mit einer beachtlichen schauspielerischen Leistung aufzuwarten.“ – Dirk Manthey (Hrsg.), Jörg Altendorf (Hrsg.), Willi Bär (Hrsg.):  Spielfilme 89. Die Höhepunkte des Fernseh-Jahres. Kino Verlag, Hamburg 1988, ISBN 3-89324-037-3, S. 36.